# Municipi de Frederikssund
El municipi de Frederikssund és un municipi danès de la regió de Hovedstaden que va ser creat l'1 de gener del 2007 com a part de la Reforma Municipal Danesa, integrant els antics municipis de Slangerup (excepte el districte d'Uvelse que va passar al municipi de Hillerød), Skibby, Jægerspris i Frederikssund. El municipi és situat al nord de l'illa de Sjælland, abastant una superfície de 305 km². El territori del municipi està dividit pel fiord de Roskilde. La ciutat més important i la seu administrativa del municipi és Frederikssund (15.283 habitants el 2009). Altres poblacions del municipi són:
- Dalby
- Dalby Huse
- Ferslev
- Gerlev
- Græse Bakkeby
- Græse
- Jægerspris
- Jørlunde
- Kulhuse
- Kyndby Huse
- Kyndby
- Landerslev
- Lyngerup
- Over Dråby Strand
- Skibby
- Skuldelev
- Slangerup
- Sønderby
- Store Rørbæk
- Vellerup
- Venslev

## Consell municipal
Resultats de les eleccions del 18 de novembre del 2009:
| Partit                      | vots | % vots |
| --------------------------- | ---- | ------ |
| Socialdemokratiet           | 8374 | 37,6   |
| Det Radikale Venstre        | 525  | 2,4    |
| Det Konservative Folkeparti | 2862 | 12,9   |
| Socialistisk Folkeparti     | 3194 | 14,4   |
| Liberal Alliance            | 119  | 0,5    |
| Dansk Folkeparti            | 2292 | 10,3   |
| Venstre                     | 4886 | 22,0   |

### Alcaldes
| Alcalde         | Període               | Partit            |
| --------------- | --------------------- | ----------------- |
| Ole Find Jensen | 1-1-2007 a 31-12-2009 | Socialdemokratiet |
|                 | 1-1-2010 a 31-12-2013 |                   |